# Arlbergspoortunnel

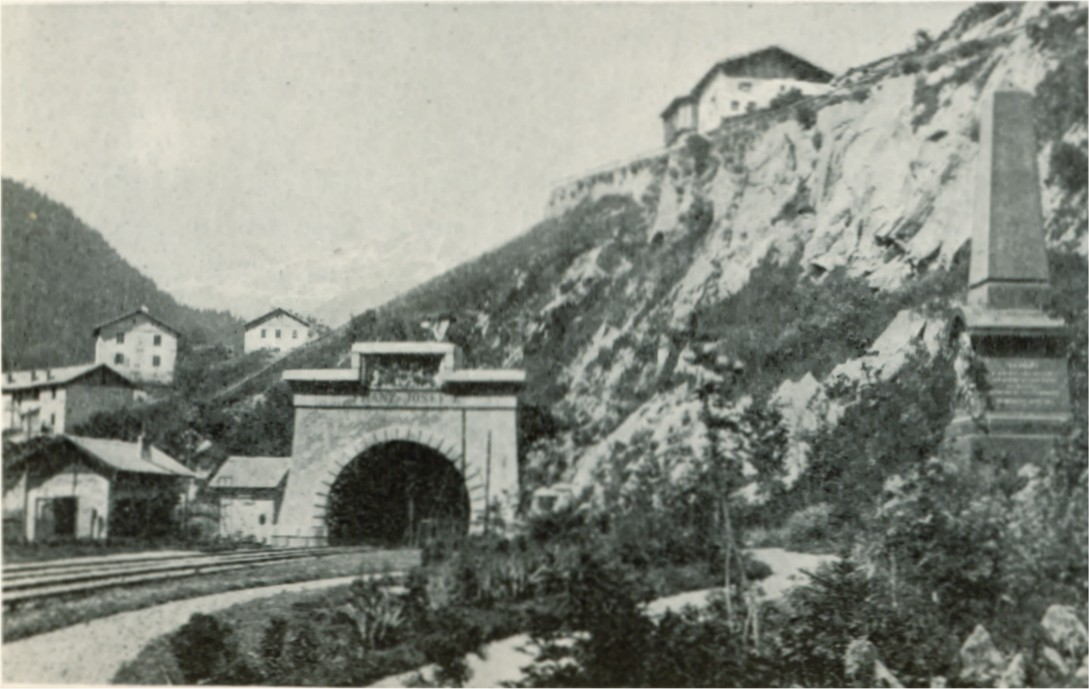
De oostelijke ingang van de tunnel rond 1898

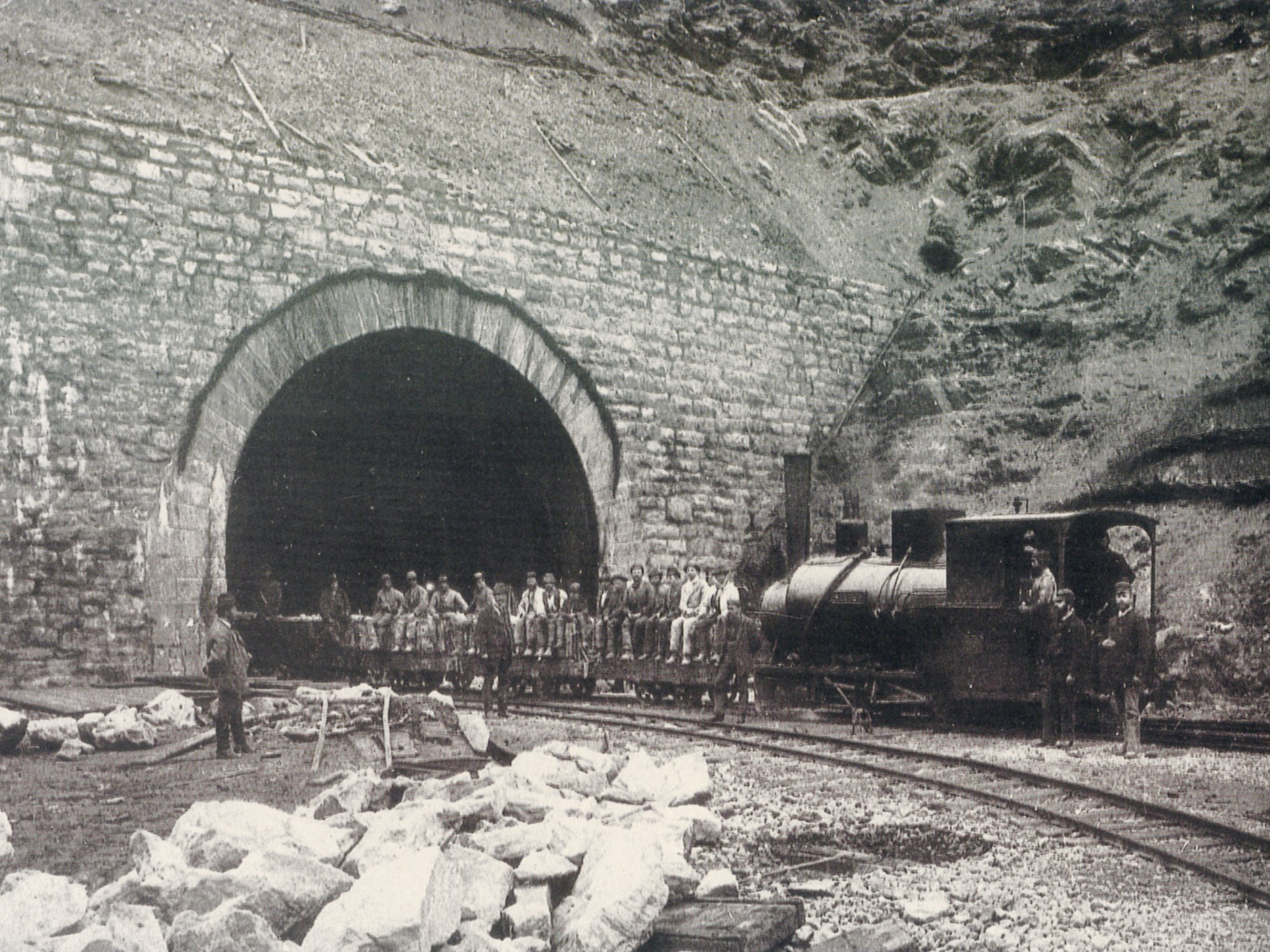
Aanleg van de tunnel, westelijke ingang (Anton Gratl, 1882)

De Arlbergspoortunnel is een 10.648 meter lange spoortunnel en maakt deel uit van de Oostenrijkse Arlbergspoorlijn tussen Innsbruck in Tirol en Bludenz in Vorarlberg. De tunnel is in tegenstelling tot de toeleidende spoorbanen dubbelbaans aangelegd. De oostelijke ingang van de tunnel is gelegen bij Sankt Anton am Arlberg. Het westportaal van de tunnel bevindt zich bij Langen am Arlberg.
Parallel aan de Arlbergspoortunnel ligt de Arlberg Straßentunnel in de S16.

## Geschiedenis

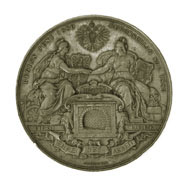
De Durchbruchsmedaille voor de Arlbergtunnel, 1884

De Arlbergtunnel werd aangelegd tussen 1879 en 1884. Tussen 1880 en 1884 werd deze bouw geleid door Johann Bertolini en hij werd na de tunneldoorbraak geëerd met een zogenaamde Durchbruchsmedaille. Een eensporige tunnel werd op 21 september 1884 geopend. Het spoorverkeer ontwikkelde zich zo snel, dat het tweede spoor, waarvoor bij de aanleg van de tunnel al rekening werd gehouden, reeds op 15 juli 1885 werd opgeleverd. De dampen van de stoomlocomotieven veroorzaakten veel klachten bij het personeel op de locomotieven. Dit probleem werd op 20 november 1924 verleden tijd, toen de tunnel geëlektrificeerd werd. Ten behoeve van de wereldkampioenschappen alpineskiën in 2001 in Sankt Anton, waarvoor het skitraject moest worden uitgebreid, moest een deel van het spoortraject wijken, met als gevolg dat ook de oostelijke tunnelingang verplaatst moest worden. Als gevolg van deze verandering werd de toentertijd 10.249,90 meter lange tunnel 398 meter langer en eindigt zij sindsdien bij het station van Sankt Anton. 
Ter verdere verhoging van de veiligheid is men sinds 2007 bezig verbindingstunnels met een lengte tussen 150 en 300 meter met de parallel lopende Arlberg Straßentunnel aan te leggen. In eerste instantie zullen deze verbindingstunnels om de 1700 meter aangebracht worden. Uiteindelijk moet de maximale afstand tussen twee verbindingstunnels 425 meter bedragen. Ook worden er verzamelruimtes aangebracht, die aan 800 personen plaats zullen bieden.